# Приморсько (община)
Приморсько (болг. Община Приморско) — община у Болгарії. Входить до складу Бургаської області. Населення становить 6 064 особи (станом на 1 лютого 2011 р.). Адміністративний центр громади — однойменне місто.
| Назва           | Станом на 2011 р. | Площакм2 | Стара назва        | Назва       | Станом на 2011 р. | Площакм2 | Стара назва |
| --------------- | ----------------- | -------- | ------------------ | ----------- | ----------------- | -------- | ----------- |
| Веселіє         | 550               | 61,054   | Сари Муса, Веселія | Писменово   | 142               | 84,101   | Узун Чаїр   |
| Китен           | 958               | 17,003   | Урдовиза           | Приморсько  | 2965              | 69,415   | Кюпрія      |
| Ново-Паничарево | 765               | 92,974   |                    | Ясна Поляна | 684               | 55,537   | Алан Кайряк |
|                 |                   |          |                    | Разом       | 6064              | 350,084  |             |